# حاضر

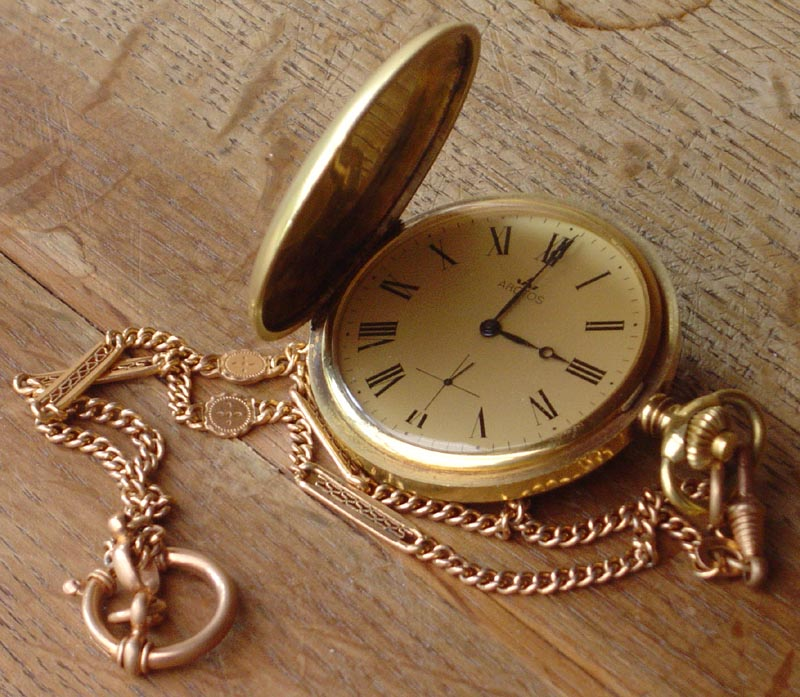

حاضر هو الزمن المرادف والذي يعيشه الإنسان، أي أنه زمن المضارع أو الزمن الحالي أو الوقت الحالي، وهو يختلف عن الماضي الذي يشير إلى زمان منتهي، ويختلف عن المستقبل الذي يشير إلى الزمن المنتظر أو الذي لم يأتي بعد، في اللغة العربية يتم استخدام حرف (ي) بالنسبة للمذكر وحرف (ت) بالنسبة للمؤنثة للإشارة إلى فعل من زمن الحاضر، مثل جملة 
 و 
.